# Nogometni Klub Rudar Velenje
El Nogometni Klub Rudar Velenje és un club eslovè de futbol de la ciutat de Velenje.

## Palmarès
- Lliga eslovena de futbol: 
  - 1976-77, 1990-91[2]

- Copa eslovena de futbol: 
  - 1979-80, 1997-98

- Segona Divisió eslovena: 
  - 2003-04, 2004-05, 2007-08

- Copa MNZ Celje: 
  - 1991-92, 2003-04,[3] 2004-05[4]